# Santa Teresatram

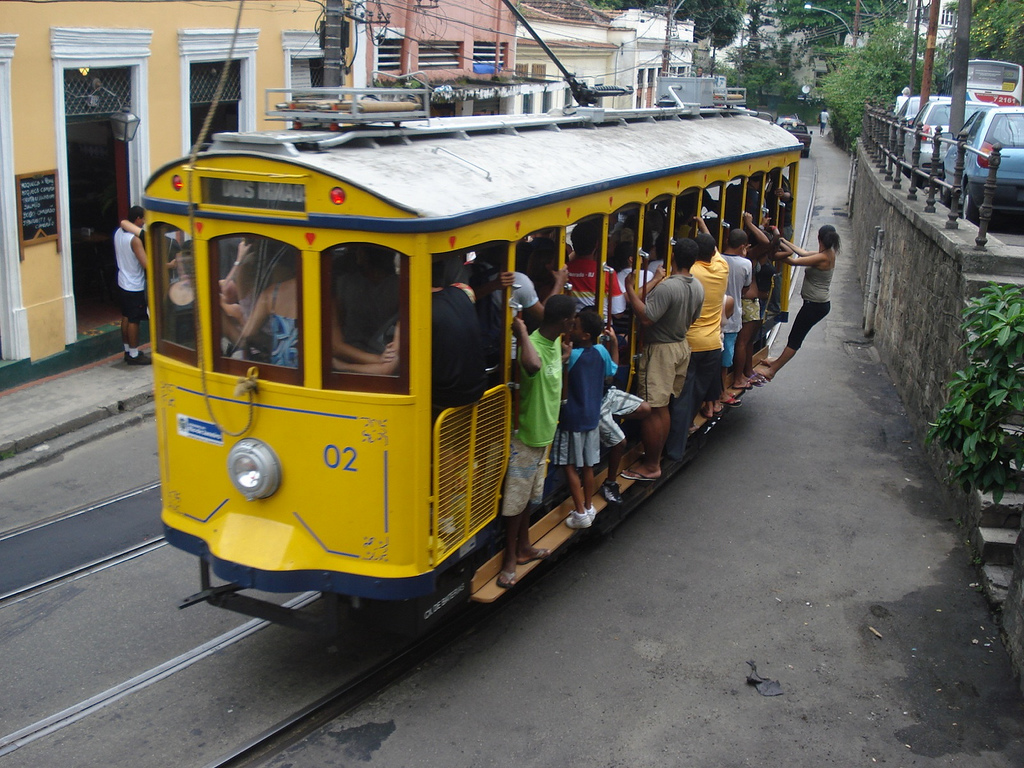
De Santa Teresa-tram

De Santa Teresatram is een historische tramlijn in de Braziliaanse stad Rio de Janeiro. Het was de laatst overgebleven tramroute van de stad totdat in 2016 de VLT Carioca in gebruik werd genomen, bestaande uit tramlijnen zonder bovenleiding. De lijn verbindt het centrum van de stad met de wijk Santa Teresa. In de wijk Santa Teresa splitst de lijn zich in twee richtingen.
De lijn werd in 1877 in gebruik genomen en in 1896 geëlektrificeerd. Door de slechte staat van het spoor kan de tram niet erg hard rijden. Daarom is de lijn vooral een toeristische attractie. De route loopt onder andere over het voormalige 45 meter hoge Carioca-aquaduct.

## Renovatie
In 2011 ontspoorde een van de trams nadat de remmen het hadden begeven met vijf doden en 27 gewonden tot gevolg. Het gebruik van de tram werd onmiddellijk stopgezet.
In november 2013 werd begonnen met de werken om de tram weer in gebruik te nemen.
Het originele plan was om de tram opnieuw te laten rijden in juni 2014 maar uiteindelijk duurde het tot 27 juli 2015 om een eerste gedeelte (van Largo da Carioca tot Largo do Curvelo) in gebruik te nemen.
Tegelijkertijd werden nieuwe trams in gebruik genomen, met het uiterlijk van de oude trams.